# Erin McKenney
Erin McKenney (9 de abril de 1998) es una activista estadounidense de derechos humanos. 

## Educación y primeros años
Oriunda de Nuevo Hampshire, McKenney fue reconocida por sus logros en activismo y servicio desde una edad temprana, ganando un Premio de Activismo a través del Estado de Joven de América y el premio San Timothy a través de la diócesis católica de Mánchester.  Ella también internó en la Casa Estatal de Nuevo Hampshire durante la preparatoria como parte del grupo Girls Rock del programa del Capitolio, el cual ella dice le ayudó a decidir su carrera y objetivos profesionales. Por medio de su trabajo con el Comité de Leyes Familiares y de los Niños,  aprendió que lo que le gustaba sobre las carreras políticas era la capacidad de mejorar vidas a través de programas sociales pero ella prefería trabajar directamente con las personas. Fue también miembro del Consejo Asesor Legislativo de Jóvenes de Nuevo Hampshire.
Como estudiante del Lafayette College, McKenney es becaria, estudiando carreras en psicología y antropología y sociología.

## Activismo
McKenney se ha involucrado en el activismo ganando la Premio de Oro Girl Scou por crear un programa basado en modelos a seguir de ciencia para mujeres jóvenes. Este programa presentó una serie de actividades de laboratorio interactivo donde cada actividad estuvo ligada a una científica. Recaudó cartas de mujeres en campos de STEM de todo el mundo para darlas a sus alumnas, en un esfuerzo para ayudar las mujeres jóvenes a encontrar ejemplos positivos con quienes se podrían relacionar y para sentir el apoyo de la comunidad STEM.  En entrevistas con la BBC McKenney explicó que el "enseñar a una niña que su voz merece ser escuchada es la lección más valiosa que pudiera enseñar" y que "las personas necesitan saber que su lugar en el mundo es dónde sea que quieran estar. No hay ningún trabajo que sea masculino o femenino. La única cosa que realmente importa es que hagan algo en lo que realmente creen." Este programa ganó el reconocimiento de la BBC y un sitio en la lista de 100 Mujeres en el 2016. Ella también trabajó con la BBC en Londres en su campaña de 100 Women Wikipedia, en un esfuerzo para crear más artículos de mujeres, porque cree fuertemente en incrementar la visibilidad de ejemplos a seguir para las mujeres jóvenes.
McKenney también ha estado involucrada en el activismo de educación especial, haciendo campaña para la aceptación de neurodiversidad y escuchando las voces de estas comunidades.